# جيف رووب
جيف رووب (بالفرنسية: Jeff Roop)‏
```
(و. 
1973  
م
) هو ممثل أفلام 
كندي
، ولد في 
كيبك
.
[
1
]
[
2
]
[
3
]
```

## وصلات خارجية
- جيف رووب على موقع IMDb (الإنجليزية)
- جيف رووب على موقع ألو سيني (الفرنسية)
- جيف رووب على موقع أول موفي (الإنجليزية)
- جيف رووب على موقع قاعدة بيانات الفيلم (الإنجليزية)
- جيف رووب على موقع كينوبويسك (الروسية)